# Heverleebos
Heverleebos är en skog i Belgien.   Den ligger i regionen Flandern, i den centrala delen av landet, 24 km öster om huvudstaden Bryssel.
Trakten runt Heverleebos består till största delen av jordbruksmark. Runt Heverleebos är det ganska tätbefolkat, med 129 invånare per kvadratkilometer.